# Zeche Glückauf (Dortmund)
Die Zeche Glückauf ist eine ehemalige Zeche in Brünninghausen. Sie wurde 1752 als Romberg'sche Stollenzechen der Familie von Romberg auf Haus Brünninghausen gegründet. Der zur Zeche gehörige Glückauf Erbstollen war einer der bedeutendsten im Ruhrgebiet.

## Bergwerksgeschichte

### Zeche Glückauf
Um 1616 wurde hier bereits abgebaut. 1752 wurde die Zeche als Romberg'sche Stollenzechen neu gegründet, davor gab es eine Zeit ohne Abbau. Die Romberg'schen Stollenzechen wurden später in Glückauf umbenannt. Im Jahr 1754 gab es eine 400 Fuß lange Schleppbahn. Ein Jahr später wurde der Stollen von Glückauf vorgetrieben.
Durch den ständigen Betrieb war die Grube im Jahr 1783 in einem schlechten Zustand, es gab keine Fahrschächte, die Fahrung in den Schächten war nur mit der Fördereinrichtung möglich. Nach der Ausbesserung wurde 1786 Kohle an die Saline in Königsborn. In Betrieb waren 1796 die Schächte 7, 9 und 12, im Jahr 1800 der Schacht Klüsener und ein Versuchsschacht, 1805 die Schächte Altschacht, Conrad und Friedrich. 1810 waren die Wasserschächte in Betrieb. In den Schächten Caroline, Abraham und Heide wurde ab 1815 gefördert.
Der Schacht wurde 1819 Clemens geteuft. 1827 erhält er Pferdegöpel. Im Jahr 1828 galt die Zeche als die größte im Dortmunder Raum, es wurden sechs Längenfelder verliehen. Man vermutete nun auch ein Toneisensteinvorkommen. Im Jahr 1836 förderte man 19.724 Tonnen. Den Tiefbauschacht Neptun nahm man 1837 für den Gesenkbau unter der Sohle des Erbstollens in Betrieb. Der Schacht Clemens wurde 1838 ebenfalls unter die Erbstollensohle tiefer geteuft und es begann der Gesenkbau.
1839 ging man dann zum Tiefbau über, der neue Förderschacht Gotthelf wurde geteuft und es fand der Teufbeginn des Wasserhaltungsschachts Traugott statt. Im Jahr 1842 förderte man 26644 Tonnen. 1844 teufte man den Schacht Gotthelf tiefer. Am 14. Dezember 1850 wurde die Zeche wegen der Übernahme des Glückauf Erbstollens in „Zeche Glückauf & Erbstollen“ umbenannt.

### Zeche Glückauf & Erbstollen
Im Übernahmejahr fuhr man 24.933 Tonnen aus der Zeche Glückauf & Erbstollen aus. 1953 teufte man den Wetterschacht Paula aus einem alten Stollenschacht. 1855 fuhr man 54.400 Tonnen aus. Ab 1856 wurde im Glückauf-Erbstollen nur noch wenig gefördert. Im Jahr 1857 wurde die neue Fahrkunst am Schacht Gotthilf in Betrieb genommen. Von 1859 bis 1862 wurde der Schacht Traugott bis auf 314 Meter geteuft. Im Jahr 1860 förderte man aus der Zeche Glückauf & Erbstolln 77.649 Tonnen, ungefähr 33.000 Tonnen mehr als noch 1855. Im Jahr 1861 löst der Glückauf Erbstollen die Zeche Venus. 1864 wird der Schacht Gotthelf tiefer geteuft und 1865 ist Teufbeginn am Schacht Giesbert. In diesem Jahr wurden 113.263 Tonnen ausgefahren. Im Jahr 1869 vollzog sich ein erster Eigentümerwechsel, von Romberg verkaufte die Zeche an Strousberg.
Im Jahr 1870 wurde der Schacht Giesbert fertiggestellt und bekam einen Eisenbahnanschluss. Die Kohlen wurden über Tage mithilfe einer Schleppbahn zum Schacht Gisbert transportiert. Die Wasserhaltung an diesem Schacht wurde 1871 inbetriebgenommen. 1872 vollzog sich der zweite Eigentümerwechsel, die Dortmunder Union erwarb die Zeche. Am Schacht Gisbert nahm im zweiten Halbjahr 1873 eine Kokerei in Betrieb, die sich vermutlich im privaten Besitz der Firma Stutz & Isert befand.
Die maximale Förderung fuhr man im Jahr 1874 aus, es waren 342.084 Tonnen. Der Schacht Giesbert wurde 1875 tiefer geteuft, man förderte nur noch 292.624 Tonnen. Im Jahr 1879 kam es zu einem Streckenbruch im Erbstollen, der Bruch wurde jedoch wieder aufgewältigt. Am 19. April 1879 kam es zu einer Schlagwetterexplosion im Erbstollen.
Der Glückauf Erbstollen hatte dadurch im Jahr 1880 keine Bedeutung mehr. 1885 wurden aus der Zeche 197.885 Tonnen ausgefahren. Der Schacht Treugott wurde in den Folgejahren bis 1889 bis auf 490 m Teufe geteuft. Im Jahr 1890 baute man noch einmal 211.235 Tonnen ab. 1891 erfolgte die Konsolidation zum Glückauf-Tiefbau.